# Thử nghiệm hạt nhân dưới lòng đất

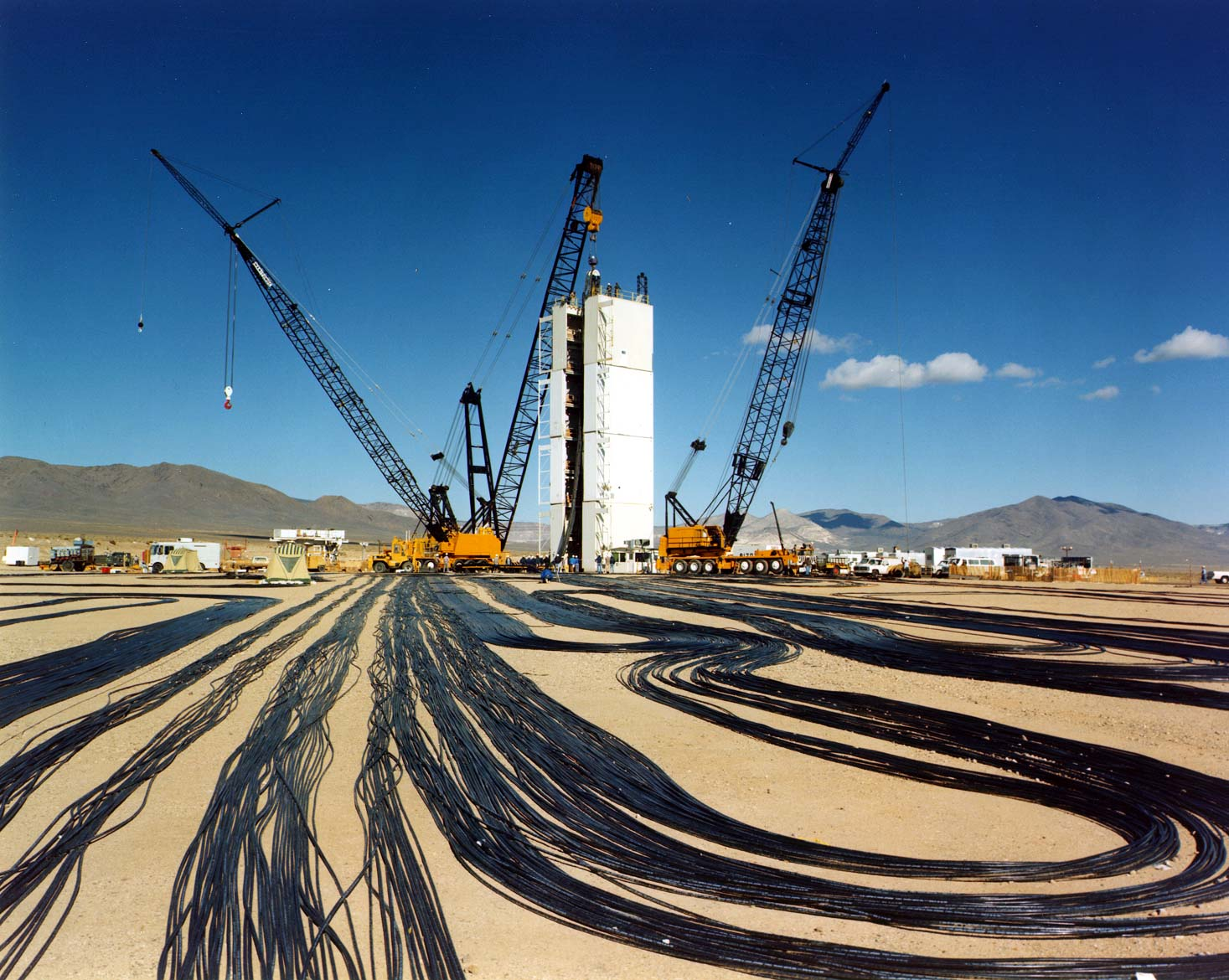
Chuẩn bị cho vụ nổ hạt nhân thử nghiệm dưới lòng đất tại Khu vực thử nghiệm Nevada vào những năm 90. Các đường cáp dây thăm dò đang được lắp đặt.

Thử nghiệm hạt nhân dưới lòng đất là vụ thử nghiệm vũ khí hạt nhân được diễn ra dưới lòng đất. Trong đó thiết bị nổ được chôn dưới độ sâu vừa đủ, sao cho không có bụi phóng xạ nào bị thải ra bầu khí quyển.
Lượng nhiệt và áp suất lớn sau vụ nổ có thể làm thay đổi địa hình xung quanh. Mặt đất ở gần vụ nổ sẽ bị bốc hơi và tạo ra một lỗ hổng. Ngoài ra còn có các khu vực mà đá bị nén ép, vỡ và thay đổi cấu trúc đá vĩnh viễn. Sau khi vụ nổ xảy ra, các tảng đá phía trên vụ nổ sẽ có thể bị sụp và tạo ra cái hố lớn dưới lòng đất. Nếu như miệng hố chạm tới bề mặt, hố lún sẽ được tạo thành.
Vụ thử nghiệm vũ khí hạt nhân trong lòng đất đầu tiên diễn ra năm 1951; những cuộc thử nghiệm sau đó đã thúc đẩy việc ký kết Hiệp ước cấm thử vũ khí hạt nhân một phần năm 1963, cấm tất cả các vụ thử hạt nhân trừ các vụ thử dưới lòng đất. Từ đó đến khi Hiệp ước cấm thử vũ khí hạt nhân toàn diện được ký năm 1996, hầu hết các vụ thử nghiệm vũ khí hạt nhân diễn ra dưới lòng đất nhằm ngăn không cho bụi phóng xạ thâm nhập khí quyển.

## Bối cảnh
Mặc dù những lo ngại về bụi phóng xạ từ các thử nghiệm vũ khí hạt nhân đã có từ đầu những năm 50, bụi phóng xạ được tìm thấy sau vụ thử Trinity, vụ thử bom nguyên tử đầu tiên của loài người năm 1945. Nhà làm film sau đó báo cáo những thước film bị hỏng do bức xạ, từ các bao bì chứa vật liệu phóng xạ của tập đoàn Indiana, nhiễm phóng xạ từ sau vụ nổ Trinity và các vụ thử nghiệm sau đó ở Trung tâm thử nghiệm Nevada, cách đó hơn 1000 dặm (1600 km). Bụi phóng xạ có cường độ cao từ vụ thử nghiệm Simon năm 1953 được tìm thấy ở Albany, New York.
Bụi phóng xạ từ thừ nghiệm hạt nhân Bravo tháng 3 năm 1954 ở biển Thái Bình Dương có "ý nghĩa khoa học chính trị, xã hội rằng nó sẽ còn tiếp tục tồn tại sau hơn 40 năm". Bụi phóng xạ từ các vụ thử nghiệm >1 megaton được tìm thấy ở các đảo san hô Rongerik và Rongelap, và tàu cá Daigo Fukuryū Maru của Nhật. Trước vụ thử nghiệm, chưa từng có một đánh giá cụ thể về sự nguy hại của bụi phóng xạ.
Vụ thử bom trở thành một sự kiện quốc tế. Trong buổi phỏng vấn của đài PBS, nhà sử học Martha Smith tuyên bố: "Tại Nhật, nó đã trở thành vấn đề lớn không chỉ đối với chính quyền và cuộc biểu tình chống lại Hoa Kỳ, mà còn đối với các nhóm, dân tộc khác nhau ở Nhật Bản. Nó trở thành một vấn đề lớn trên các phương tiện truyền thông. Có nhiều thư và phản dối đến từ ngư dân và vợ của họ, có những nhóm sinh viên, và cả những người khác, phản đối việc người Mỹ thử nghiệm bom hạt nhân ở Thái Bình Dương,. Trên hết, họ lo ngại về việc Hoa Kỳ có quyền thử nghiệm bom hạt nhân ở Thái Bình Dương" Thủ tướng Ấn Độ "lên tiếng bày tỏ đây là mối quan ngại lớn của quốc tế" khi ông kêu gọi việc từ bỏ các vụ thử bom hạt nhân trên toàn thế giới.
Những hiểu biết về bụi phóng xạ và những ảnh hưởng của nó ngày một tăng lên, và cùng với đó là mối quan tâm về môi trường toàn cầu và những vấn đề tổn hại về gen lâu dài. Đàm phán giữa Mỹ, Anh, Canada, Pháp và Liên Xô đã diễn ra từ tháng 5 năm 1955 về chủ đề của một thỏa thuận quốc tế nhằm chấm dứt thử hạt nhân. Ngày 5/8/1963 đã diễn ra Hiệp ước Cấm thử nghiệm hạn chế, cấm thử nghiệm vũ khí hạt nhân trong khí quyển, trong không gian và dưới nước giữa đại diện của Anh, Mỹ và Liên Xô. Thỏa thuận được tạo điều kiện thuận lợi bởi quyết định cho phép thử nghiệm dưới lòng đất, loại bỏ nhu cầu kiểm tra tại chỗ mà Liên Xô lo ngại. Việc thử nghiệm hạt nhân dưới lòng đất được cho phép với điều kiện nó không gây ra bụi phóng xạ hiện diện bên ngoài lãnh thổ của Quốc gia có thẩm quyền hoặc vụ nổ đó được kiểm soát ".

## Những cuộc thử nghiệm đầu tiên

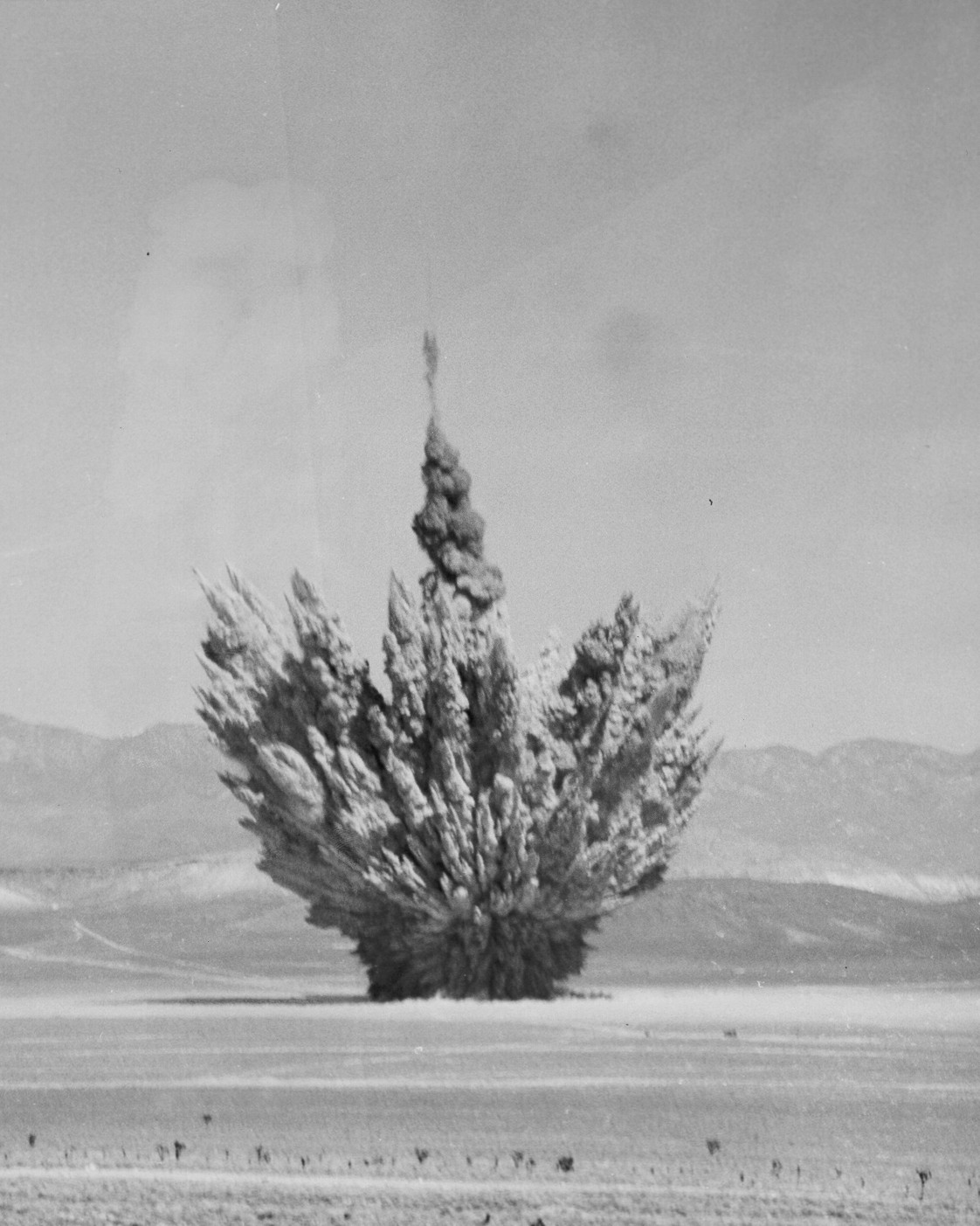
Vụ thử nghiệm Teapot Ess

Ban đầu việc thử nghiệm hạt nhân dưới lòng đất được tiến hành như là một phần trong Chiến dịch Crossroads vào năm 1946, nhằm đánh giá khả năng sử dụng nó với mục đích quân sự. Đảo Amchitka thuộc Alaska được lựa chọn để tiến hành vụ thử vào năm 1950, nhưng sau đó việc thử nghiệm được chuyển đến khu vực thử nghiệm Nevada phù hợp hơn.

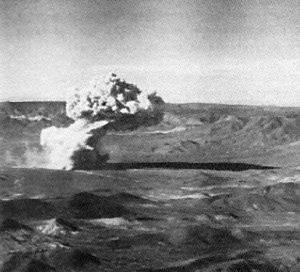
Buster-Jangle Uncle là vụ thử nghiệm vũ khí hạt nhân dưới lòng đất đầu tiên diễn ra.

Cuộc thử nghiệm đầu tiên tiến hành vào ngày 29/11/1951. Trong Chiến dịch thử nghiệm Buster-Jangle uncle người ta đã cho nổ quả bom hạt nhân ở độ sâu 5,2m dưới lòng đất, có đương lượng nổ 1,2 kiloton . Buổi thử nghiệm nhằm mô phỏng ảnh hưởng của một đầu đạn hạt nhân xuyên đất có sức công phá 23 kt, được bắn đi từ súng bắn đạn hạt nhân, từ đó tạo ra thứ vũ khí có thể xuyên phá bong ke ngầm. Vụ nổ bom đã tạo ra đám mây hình nấm cao tới 3,500 m (11,500 ft), và đám mây phóng xạ của nó đã lan ra theo hướng bắc và bắc-đông bắc. Miệng hố bom rộng 79 m (260 ft) sâu 16 m (53 ft).